# امریک دپوسی
امریک دپوسی (انگلیسی: Emeric Depussay؛ زادهٔ ۲۷ اوت ۲۰۰۱) بازیکن فوتبال است.